# Painters Winter
Painters Winter ist ein Jazzalbum von William Parker. Die im Januar 2020 in den Park West Studios, Brooklyn entstandenen Aufnahmen erschienen 2021 auf AUM Fidelity.

## Hintergrund
Painters Winter mit dem Multiinstrumentalisten Daniel Carter und dem Schlagzeuger Hamid Drake ist eines von zwei gleichzeitig veröffentlichten Trio-Aufnahmen von William Parker für das Label AUM Fidelity; Die andere ist Mayan Space Station, mit der E-Gitarristin Ava Mendoza und dem Schlagzeuger Gerald Cleaver. William Parker und Carter arbeiteten seit den 1970er-Jahren in verschiedenen Besetzungen zusammen, insbesondere in der Formation Other Dimensions in Music, mit Rashid Bakr und Roy Campbell. Drake wiederum ist seit 2000 einer der sehr häufig in den Gruppen des Bassisten arbeitenden Schlagzeuger. Painters Winter sei gewissermaßen eine längst überfällige Fortsetzung von Painter’s Spring, das im Juni 2000 erschien, notierte Thom Jurek. Neben dem Bass, seinem Hauptinstrument, spielt William Parker auch Shakuhachi und Posaune (und zwar eine kompakte Version der Posaune mit ähnlichem Timbre); Carter spielt Trompete, Alt- und Tenorsaxophon, Klarinette und Flöte. Parker komponierte diese fünf langen Stücke speziell für diese Session. „A Curley Russell“ ist eine Hommage an den 1986 verstorbenen Bebop-Bassisten Dillon „Curley“ Russell.

## Titelliste
- William Parker: Painters Winter (AUM 116)

1. Groove 77
2. Painters Winter
3. Happiness
4. Painted Scarf
5. A Curley Russell

Die Kompositionen stammen von William Parker.

## Rezeption
Thom Jurek verlieh dem Album in Allmusic vier Sterne und schrieb, Painters Winter biete als einer der wirklich erhabenen Trio-Sessions des Jahres eine kluge Demonstration von Gruppenintuition und Kreativität mit tadellosem Gleichgewicht und Geschmack.
Martin Johnson schrieb in JazzTimes, Parkers großartiges Bassspiel ist die grundsolide Grundlage für die meisten dieser Aufnahmen.
Painters Winter sei zwar ruhiger angelegt als das Album mit Ava Mendoza und Gerald Cleaver, aber alles andere als ruhig. Die Band bewege sich flüssig und sicher durch elegant-nüchterne Musik. Die so geschaffene Stimmung erinnere mit expliziteren Rhythmen an das frühe Art Ensemble of Chicago. Dies werde auf „Happiness“ hervorgehoben, einem Track, der von Parkers großen, elastischen Basslinien und Drakes versierten Akzenten angeführt wird. Beide Aufnahmen würden uns auch daran erinnern, dass Parker noch lange nicht damit fertig sei, großartige Musik zu machen; er ist vielleicht noch nicht einmal in der Mitte seiner Karriere.
Nach Ansicht von Mat Micucci, der das Album als eine der wichtigsten Neuerscheinungen des Monats hervorhob, habe Painters Winter gegenüber der parallel erfolgten Veröffentlichung Mayan Space Station mit seinen tiefen Grooves und Melodien eine deutlich meditativere Komponente, wobei der Bass neben Daniel Carter und Hamid Drake großartig herausgestellt sei.